# Epiphanes clavulata
Epiphanes clavulata är en hjuldjursart som först beskrevs av Ehrenberg 1832.  Epiphanes clavulata ingår i släktet Epiphanes och familjen Epiphanidae. Inga underarter finns listade i Catalogue of Life.